# Anna Pavlova
Anna Pavlova (russisk: А́нна Па́вловна (Матве́евна) Па́влова, tr. Ánna Pávlovna (Matvéjevna) Pávlova; født 12. februar 1881 i Sankt Petersborg, død 23. januar 1931 i Haag i Holland) var en russisk danserinde, der blev betragtet som én af de allerstørste balletdansere nogensinde. Hun blev i 1906 udnævnt til prima ballerina ved Mariinskijballetten i Sankt Petersborg og rejste i 1909-1911 rundt med Ballets Russes under ledelse af legendariske Sergej Djagilev. I 1914 dannede hun sit eget kompagni, der turnerede over hele verden; især huskes hun for sin glansrolle i Svanesøen. Hendes berømte Svanens Død er fra en ballet med musik fra Dyrenes Karneval.
I 1927 modtog hun Ingenio et arti.